# 래네비루주

래네비루 주의 위치

래네비루주(에스토니아어: Lääne-Viru maakond) 또는 서비루주는 에스토니아 북부에 위치한 주로 주도는 라크베레이며 면적은 3,465km2, 인구는 67,151명(2009년 기준), 인구 밀도는 19명/km2, ISO 3166-2 코드는 EE-59이다. 핀란드만 남부 연안과 접하고 있고 동쪽으로는 이다비루 주, 남쪽으로는 여게바 주, 서쪽으로는 얘르바 주, 하리우 주와 접한다.

주기
주 문장

## 하위 행정 구역

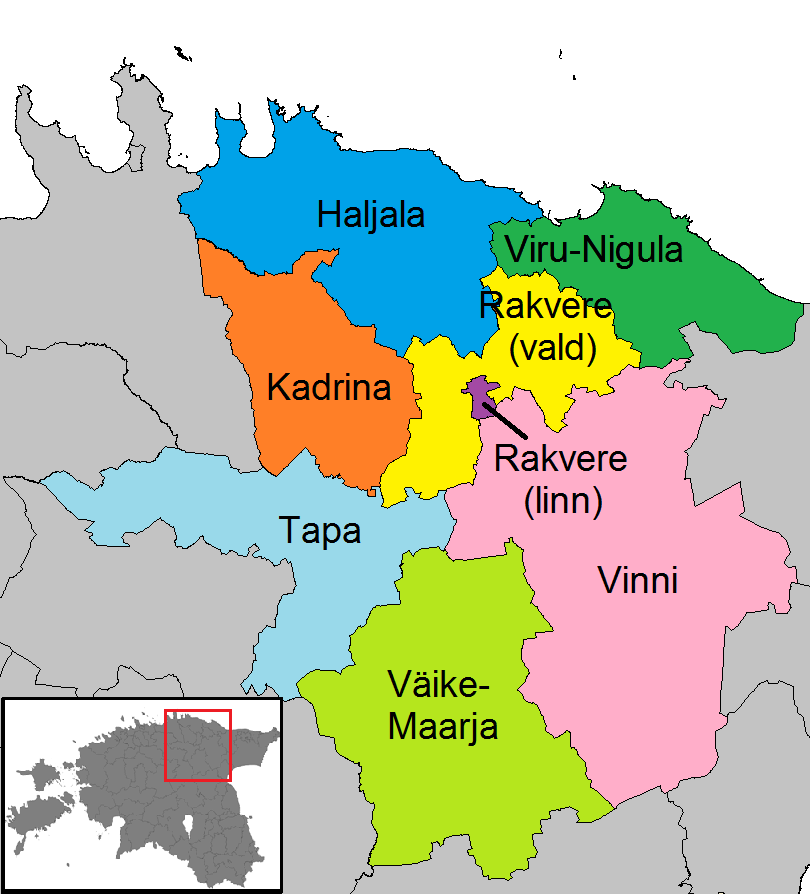
래네비루 주의 하위 행정 구역

래네비루 주는 8개 지방 자치체를 관할하는데 1개 시, 7개 군으로 나뉜다.
- 할리알라군
- 카드리나군
- 라크베레군
- 라크베레시
- 타파군
- 빈니군
- 비루니굴라군
- 배이케마리아군